# Lion Semić
Lion Semić (* 13. September 2003 in Fritzlar) ist ein deutscher Fußballspieler. Er spielt derzeit beim VfL Osnabrück und ist deutscher Nachwuchsnationalspieler.

## Karriere

### Verein
Der in Nordhessen in Gudensberg aufgewachsene Lion Semić begann im Alter von fünf Jahren bei der FSG Gudensberg mit dem Fußballspielen und spielte anschließend acht Jahre beim Kasseler Vorortclub KSV Baunatal. Zur Saison 2017/18 wechselte er in das Nachwuchsleistungszentrum von Borussia Dortmund und kam dort zunächst für die C1-Junioren (U15) zum Einsatz. In seinem ersten Spiel für die Westfalen zog sich der 13-Jährige einen Bruch des Schulterblatts zu. In der Saison 2018/19 kam Semić, der zunächst für die B2-Junioren (U16) spielte, nach der Winterpause bei den B1-Junioren (U17) in der B-Junioren-Bundesliga zum Einsatz und steuerte 8 Einsätze (ein Tor) zur Meisterschaft in der West-Staffel bei. In der deutschlandweiten Endrunde scheiterte die U17 im Finale am 1. FC Köln. In der Saison 2019/20 gehörte Semić fest der U17 an und kam in 18 von 21 Bundesligaspielen stets in der Startelf zum Einsatz, ehe die Spielzeit ab März 2020 aufgrund der COVID-19-Pandemie nicht mehr fortgeführt werden konnte. Zudem spielte er einmal mit den A-Junioren (U19) in der UEFA Youth League. Zur Saison 2020/21 rückte er zur U19 auf. Jedoch wurde auch diese Spielzeit wegen der Corona-Pandemie ab November 2020 nicht mehr fortgesetzt, als erst wenige Spieltage der A-Junioren-Bundesliga absolviert waren. Um den Junioren mehr Spielzeit zu ermöglichen, richtete der Westdeutsche Fußballverband vor dem Start der Saison 2021/22 den NRW-Ligapokal der A-Junioren aus, den der BVB gewann. In der A-Junioren-Bundesliga kam Semić in 11 von 16 Spielen zum Einsatz und steuerte 2 Tore zum Gewinn der West-Staffel bei. Unterdessen debütierte der 18-Jährige am 16. April 2022 unter Marco Rose für die Profis in der Bundesliga, als er am 30. Spieltag beim 6:1-Sieg gegen den VfL Wolfsburg einen Kurzeinsatz hatte. Bis zum Saisonende folgte noch eine weitere Kadernominierung. Mit der U19 gewann er anschließend gegen Hertha BSC die deutsche A-Junioren-Meisterschaft. Im DFB-Pokal der Junioren zog man ebenfalls ins Finale ein, unterlag aber dem VfB Stuttgart. Anschließend endete seine Juniorenzeit.
Zur Saison 2022/23 unterschrieb der 18-Jährige seinen ersten Profivertrag mit einer Laufzeit bis zum 30. Juni 2024. Nach der Vorbereitung wurde Semić in den Kader der zweiten Mannschaft integriert, die in der 3. Liga spielt. In zwei Spielzeiten absolvierte er 25 Drittligaspiele (ein Tor). Anschließend verließ Semić den Verein mit seinem Vertragsende.
Nach seinem Vertragsende wechselte Semić zur Saison 2024/25 innerhalb der 3. Liga ablösefrei zum Absteiger VfL Osnabrück.

### Nationalmannschaft
Lion Semić, ehemaliger Spieler der Hessen-Auswahl, debütierte am 10. Oktober 2018 beim 2:2 im Freundschaftsspiel gegen Belgien für die deutsche U16-Nationalmannschaft. Insgesamt absolvierte er bis 2019 für diese Altersklasse sieben Einsätze. Danach kam Semić von 2019 bis 2020 zu zehn Partien für die U17-Nationalmannschaft der Bundesrepublik, drei davon fanden im Rahmen der EM-Qualifikation statt. Im September 2020 spielte er zweimal für die U18-Nationalmannschaft. Von September 2021 bis März 2023 lief Semić dreimal für die deutsche U19-Auswahl auf.

## Titel
- Deutscher A-Junioren-Meister: 2022
- Meister der A-Junioren-Bundesliga West: 2022
- Sieger des NRW-Ligapokals der A-Junioren: 2021
- Meister der B-Junioren-Bundesliga West: 2019